# Черкасигаз
ПАТ «Черкасига́з» — публічне акціонерне товариство зі штаб-квартирою в Черкасах, що займається розподіленням, транспортуванням та постачанням газу у більшості районів та міст обласного значення Черкаської області.

## Історія
Наказом Міністерства житлово-комунального господарства УРСР від 5 вересня 1975 року № 299 та наказом РО «Укргаз» від 8 жовтня 1975 року № 1 було створено Черкаське виробниче об'єднання «Черкасигаз». Відповідно до рішення Державного комітету України по нафті і газу від 11 березня 1994 року № 102 підприємство було реорганізоване у відкрите акціонерне товариство по газопостачанню та газифікації «Черкасигаз», яке обслуговувало Черкаську область. У 1997 році виділено в окрему структуру Уманське управління по експлуатації газового господарства та створено ВАТ «Уманьгаз», яке обслуговує Умань, Уманський, Христинівський та Маньківській райони області.
З грудня 2012 до серпня 2021 року компанією володіла інша компанія, пов'язана з українським олігархом Дмитром Фірташем. 51 % акцій компанії було передано 2012 року компанії Фірташа без необхідного згідно з законом конкурсу. У серпні 2021 року РНБО оголосила про повернення компанії у державну власність, а з 25 вересня 2023 року розпочалося приєднання АТ "Черкасигаз" до НАК "Нафтогаз України".
Станом на 2010 рік показники компанії були такими:
- газових мереж — 13 008 км;
- газифіковано жител всього — 446 321 в тому числі:
  - природним газом — 338 441;
  - скрапленим газом — 107 880;
- експлуатується газових приладів — 810 464 од.;
- транспортування природного газу — 1 930,8 млн. м³;
- постачання природного газу — 511,4 млн м3;
- реалізація скрапленого газу — 897 тонн;
- кількість ГНС — 1;
- кількість ГНП — 13;
- кількість філій (районні УЕГГ) — 13;
- кількість газорозподільних пунктів — 379;
- кількість ШРП — 957;
- кількість станцій катодного захисту — 796;
- газифіковано населених пунктів — 642;
- рівень газифікації області — 61,7 % в тому числі сільської місцевості — 56,1 %;
- чисельність працівників — 2 715 осіб[5].

## Структура
- Черкаське відділення: Мошнівська, Червонослобідська, Чигиринська дільниці;
- Жашківське відділення: Жашківська, Монастирищенська дільниці;
- Звенигородське відділення: Звенигородська, Тальнівська, Ватутінська, Лисянська дільниці;
- Золотоніське відділення: Золотоніська, Чорнобаївська, Драбівська дільниці;
- Канівське відділення: Канівська, Корсунь-Шевченківська дільниці;
- Смілянське відділення: Смілянська, Кам'янська дільниці;
- Шполянське відділення: Шполянська, Городищенська, Катеринопільська дільниці.[6]